# احساساتی (آلبوم موسیقی)
«احساساتی» آلبومی از گروه موسیقی آلترناتیو راک آ پرفکت سرکل است.